# Kanton Longeau-Percey
Longeau-Percey is een voormalig kanton van het Franse departement Haute-Marne. Het kanton maakte deel uit van het arrondissement Langres. Het werd opgeheven bij decreet van 17 februari 2014, met uitwerking op 22 maart 2015.

## Gemeenten
Het kanton Longeau-Percey omvatte de volgende gemeenten:
- Aprey
- Aujeurres
- Baissey
- Bourg
- Brennes
- Chalindrey
- Cohons
- Flagey
- Heuilley-Cotton
- Heuilley-le-Grand
- Leuchey
- Longeau-Percey (hoofdplaats)
- Noidant-Chatenoy
- Orcevaux
- Le Pailly
- Palaiseul
- Perrogney-les-Fontaines
- Rivières-le-Bois
- Saint-Broingt-le-Bois
- Verseilles-le-Bas
- Verseilles-le-Haut
- Villegusien-le-Lac
- Villiers-lès-Aprey
- Violot